# Jana Holcová
Jana Holcová (* 21. dubna 1975 Písek) je česká herečka. Vystudovala herectví na katedře alternativního a loutkového divadla Divadelní fakulta Akademie múzických umění v roce 1999. Její ročník pod vedením Miroslava Krobota vytvořil v roce 1997 základ dnešního divadelního souboru Dejvického divadla. Působí také v divadle Miriam. Kromě divadla působí také ve filmu, seriálech a reklamách.

## Osobní život
Několik let byla partnerkou hereckého kolegy z Dejvického divadla Davida Novotného, se kterým má dceru Emu. [zdroj?]

## Divadelní role
- 1993 Blanchette – Alfred de Musset, Antonín Máša: Zpověď dítěte svého věku, Národní divadlo
- 1995 Texas – John Kander, Fred Ebb, Joe Masteroff: Cabaret, Divadlo Na zábradlí
- 1999 Anda Pařízková – Jaroslav Žák, Hana Burešová: Škola základ života, Divadlo v Dlouhé

### Dejvické divadlo
- 1996 Anatomie gagu

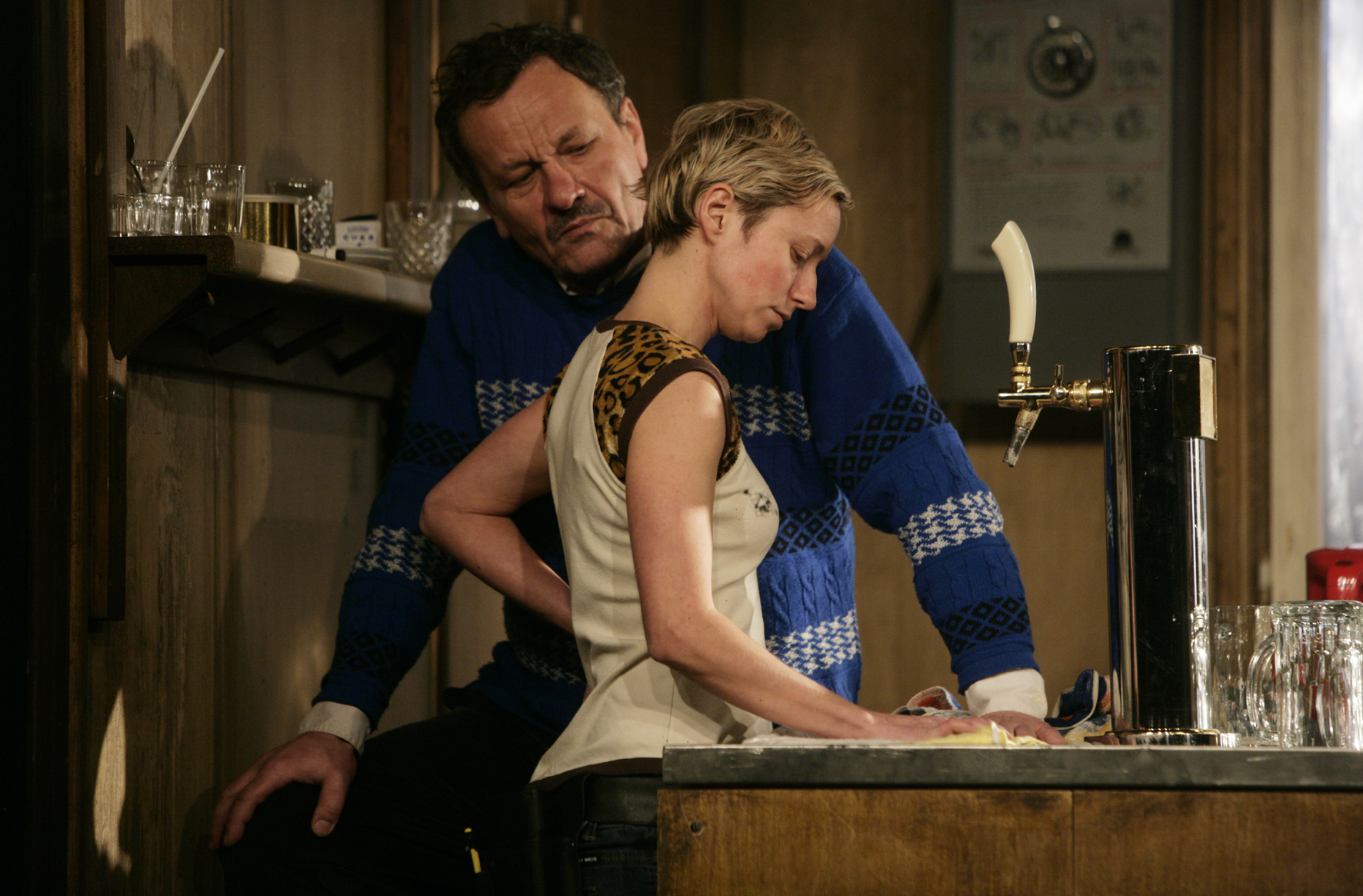
Jana Holcová a Miroslav Krobot v představení Dejvického divadla Ucpanej systém, 2012.

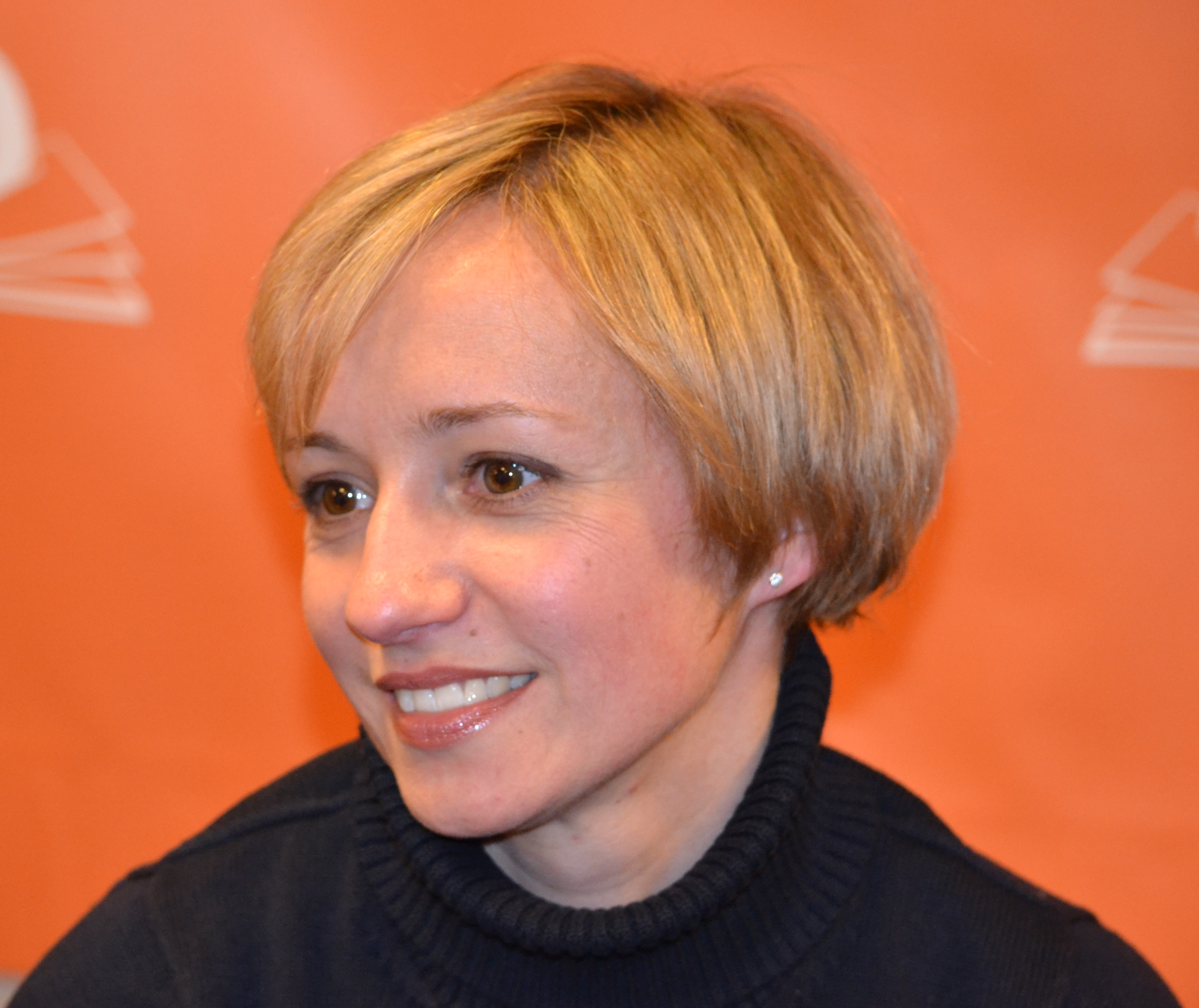
Jana Holcová (2013)

- 1996 Wanda – Robert Patrick: Kennedyho děti
- 1996 Sýkorka, Holena – Oldřich Kryštofek: Dvanáct měsíčků
- 1996 Žena – Aristofanés: Lysistrate
- 1997 Smeraldina – Carlo Gozzi: Zelenavý ptáček
- 1998 Petr Ivanovič Bobčinskij – Nikolaj Vasiljevič Gogol: Revizor[2]
- 1998 Nora – Howard Barker: Pazour
- 1998 Hadrářova céra, Hospodyně, Paní Fügnerová, Šimpanz – Hubert Krejčí: Hry ze smetiště
- 1999 Marie – William Shakespeare: Večer tříkrálový aneb Cokoli chcete
- 1999 Eréndira – Gabriel García Márquez: Neuvěřitelný a tklivý příběh o bezelstné Eréndiře a její ukrutné babičce
- 2000 Líza – Fjodor Michajlovič Dostojevskij: Bratři Karamazovi
- 2000 Anisja Vasiljevna Dobryninová – Ivan Alexandrovič Gončarov: Oblomov
- 2001 Učnice, Komorná – O zakletém hadovi
- 2002 Anna – Petr Zelenka: Příběhy obyčejného šílenství
- 2002 Nataša – Anton Pavlovič Čechov: Tři sestry
- 2005 Joan – Karel František Tománek: KFT/sendviče reality®
- 2006 Služka – Johann Wolfgang Goethe: Spříznění volbou
- 2008 Varvara – Fjodor Michajlovič Dostojevskij, Miroslav Krobot: Idiot
- 2010 Dcera – Aki Kaurismäki: Muž bez minulosti
- 2010 Žena B – Petra Tejnorová, Karel František Tománek: Modrovous/suovordoM
- 2012 Marge – Irvine Welsh: Ucpanej systém
- 2012 Lada – Petr Zelenka: Dabing Street
- 2014 matka – Karel František Tománek: Kakadu
- 2016 Daniel Doubt: Vzkříšení[3]
- 2017 Miroslav Krobot, Lubomír Smékal: Honey, společný projekt Dejvického divadla a Cirku La Putyka, režie: Miroslav Krobot, premiéra: 12. listopad 2017[4][5]
- 2018 Václav Havel, DD: Zítra to spustíme aneb Kdo je tady gentleman[6]
- 2019 Veronika – Jiří Stránský: Játra
- 2021 Petr Zuska a další...: Terapie
- 2022 Paní Cini - Luigi Pirandello: Každý má svou pravdu

## Filmografie
- 1995 Život na zámku, televizní seriál
- 2003 Lesní chodci
- 2008 Comeback, televizní seriál
- 2009 Přešlapy, televizní seriál
- 2010 Dokonalý svět, televizní seriál
- 2014 Čtvrtá hvězda, televizní seriál (Oksana)
- 2017 Dabing Street, televizní seriál
- 2019 Zkáza Dejvického divadla, televizní seriál (Jana Holcová)
- 2019 Ordinace v růžové zahradě 2, televizní seriál (MUDr. Zita Drábová-Hanáková) manželka známého seriálového doktora Petra Hanáka
- 2023 Sedm schodů k moci